# 개진초등학교 영동분교
개진초등학교 영동분교는 대한민국 경상북도 고령군 개진면 개경포로 1534 (생리)에 있었던 공립 초등학교이다.

## 연혁
- 1946년 3월 6일 개진국민학교 영동분교 설립인가
- 1950년 4월 1일 영동국민학교로 개교
- 1969년 9월 1일 벽지 학교로 지정
- 1985년 3월 1일 병설유치원 개원
- 1986년 8월 11일 교실 2동, 사택 1동, 창고 1동 신축
- 1996년 3월 1일 영동초등학교로 교명 변경
- 1999년 3월 1일 개진초등학교 영동분교장 편입
- 2008년 3월 1일 개진초등학교와 성산초등학교에 통폐합